# Băcești
Băcești es una comuna ubicada en el distrito de Vaslui, Rumania.

## Superficie
Posee una superficie de 47,51 kilómetros cuadrados.

## Demografía
Hasta 2021 la población era de 4293 habitantes, con una densidad de población de 90,36 habitantes por kilómetro cuadrado.